# سينما التعبيرية الألمانية
واحدة من المدارس السينمائية البارزة، نشأت في ألمانيا أوائل القرن العشرين، وقد ظهرت السينما التعبيرية بشكل جلي بعد الحرب العالمية الأولى مستوحية تقنياتها واتجاهاتها من المدرسة التعبيرية، لتمثل شكلاً من أشكال الحركة التعبيرية التي ظهرت في أوائل وعشرينيات القرن الماضي وشملت فنون المسرح والتصوير والرسم والنحت والتصميم المعماري والسينما أيضاً، وتعتمد على توظيف الخيال بشكل خارق للعادة، وتصويرها للحظة ما بعيون ناقدة للواقع، إلا أن السينما ظلت الأشهر من بين كل تلك الفنون التي طالتها التعبيرية.

## الخلفية
ترتبط التعبيرية السينمائية بالفنون التشكيلية ارتباطاً وثيقاً، فالمصورون ومصممي الديكور هم الذين شكلوا التعبيرية في السينما، ويشترك المذهب التعبيري إجمالاً والسينما التعبيرية في عدد المكونات، المدينة والشارع، وتوظيف فكرة الرجل الآلي، والظل الذي يعبر عن أزمة الهوية، والتمرد الأخلاقي، والمضادة للبرجوازية، وكذلك صانع المعجزات الذي يجسد السحر الاسود المرتبط التقنية.
يرى النقاد أن التعبيرية نتجت عن فترة أزمة عميقة، روحية ومادية معاً، وكثيراً ما تعبر عن شخصية غير ناضجة، يرعبها المجتمع ويصيبها الزمن وفترات الانتقال بالهلع.

## التاريخ
السينما الألمانية واحدة من أقدم السينمات في العالم فقد بدأت السينما الألمانية بالعرض لأول مرة عام 1895، وتميزت عبر تاريخها بالسينما التعبيرية الألمانية التي ازدهرت في العشرينيات، إلى جانب الموجة الألمانية الجديدة.
كان أول فيلم تعبيري هو فيلم المخرج روبرت فيني عيادة الدكتور كاليغاري الذي أنتج في فبراير 1920، واعتبر الفاتحة الكبرى للتعبيرية الألمانية تتجسد فيها جميع خصائصها البصرية والفكرية، حيث وظف فيه المخرج الضوء والرسوم التشكيلية المبالغ بها، مع توظف الظلال والمرايا في تحقيق واقعي للازدواجية التي تعيشها الشخصية.
وقد تأثرت التعبيرية تأثراً سلبياً بتأخر الاستديوهات في السينما الألمانية رغم أن المحاولات التعبيرية الأولى بدأت مع ظهور الصوت في الفن السينمائي بإنتاج أفلام روايات خيالية، والتي اشتهر بها أمثال المخرج الألماني اريخ مومر في فيلم طريق الفردوس، إذ كان لظهور السينما الناطقة في ألمانيا تأثير كبير في إنجاز عدد من روائع السينما العالمية مثل فيلم «الملاك الأزرق» للمخرج جوزيف ستيرنبرغ مع الممثلة مارلين ديتريتش باعتباره لوحة فنية فائقة الجمال، ورافقت هذه الفترة ظهور المخرج بابست، وهو يحاول عكس المآسي والألم من خلال فيلمه «أربعة في فرقة المشاة»، في حين عاد فريتز لانغ من جديد في فيلمه «الملعون»، وبجانب ظهور الصوت صعود نجم هتلر وانتشار النازية، وسيطرتها على كل شيء، حيث تغير نمط الإنتاج السينمائي في ألمانيا فتصاعد القوى النازية أدى إلى هجرة العديد من الفنانين السينمائيين المهمين العاملين في ألمانيا، حيث غادر أكثر من 1000 شخص كانوا يعملون في المجال السينمائي ألمانيا هربا من قمع النظام وتضييق مجال التعبير والسجن والقتل، ومن هؤلاء فريتز لانغ، وروبيرت سيودماك، ومايكل كيرتز،
```
ويعتبر فريتز لانغ من أهم رموزها، قدم أكثر من 30 فيلماً في ألمانيا والولايات المتحدة، هو الذي عاش بين 1890 و1976 وكان من أقطاب السينما الألمانية الصامتة.
```